# Ipotesi ergodica
In meccanica statistica, l'ipotesi ergodica afferma che, dopo un tempo sufficientemente lungo, il tempo speso da una particella in un volume nello spazio delle fasi di microstati della stessa energia è proporzionale al volume stesso; equivalentemente alle condizioni termodinamiche, il suo stato può essere uno qualunque di quelli che soddisfano le condizioni macroscopiche del sistema.

## Necessità dell'ipotesi ergodica
In meccanica statistica si lavora con sistemi formati da un numero elevato di particelle, tipicamente nell'ordine del numero di Avogadro, rendendo perciò impossibile la risoluzione esatta delle equazioni del moto. L'obiettivo della meccanica statistica è quello di calcolare grandezze medie, che rappresentano gli osservabili macroscopici (come la pressione, la temperatura o l'energia).
Dato un sistema isolato di N particelle, la media di un osservabile f in un intervallo di tempo T è per definizione:
{\displaystyle \left\langle f\right\rangle ={\frac {1}{T}}\int _{t_{0}}^{t_{0}+T}f(\{q_{i},p_{i}\}){\mbox{d}}t}
dove {\displaystyle \{q_{i},p_{i}\}} indica l'insieme di tutte le coordinate di tutte le particelle con i loro momenti coniugati, per un totale di 6N variabili.
L'utilità dell'ipotesi ergodica è che permette di valutare grandezze macroscopiche, come media sui microstati invece che come media temporale. Dato che non conosciamo l'evoluzione temporale, una simile formula è del tutto inutile: possiamo però cambiare variabile e passare da una media temporale ad un integrale sullo spazio delle fasi. Il valore medio di f è quindi dato da:
{\displaystyle \left\langle f\right\rangle =\int f(\{q_{i},p_{i}\})\rho (\{q_{i},p_{i}\})\{{\mbox{d}}q_{i}{\mbox{d}}p_{i}\}}
dove ρ rappresenta la densità di probabilità che il sistema si trovi nel microstato caratterizzato dalle variabili {\displaystyle \{q_{i},p_{i}\}}. A questo punto interviene l'ipotesi ergodica, imponendo che ρ sia una costante diversa da zero all'interno della regione dello spazio delle fasi accessibile al sistema e uguale a zero altrimenti:
{\displaystyle \left\langle f\right\rangle =\rho \int f(\{q_{i},p_{i}\})\{{\mbox{d}}q_{i}{\mbox{d}}p_{i}\}}
dove l'integrale è svolto solo nel volume accessibile al sistema. Nell'insieme microcanonico il vincolo imposto è che l'energia del sistema, data dall'Hamiltoniana del sistema calcolata nel microstato, sia compresa tra due valori E ed E + Δ, con Δ molto minore di E. Definendo
{\displaystyle \Gamma _{\Delta }=\int _{E\leq H\leq E+\Delta }\{{\mbox{d}}q_{i}{\mbox{d}}p_{i}\}=\int _{E\leq H\leq E+\Delta }{\mbox{d}}\Gamma }
otteniamo:
{\displaystyle \left\langle f\right\rangle =\rho \int _{\Gamma _{\Delta }}f(\{q_{i},p_{i}\}){\mbox{d}}\Gamma }
da cui, per la normalizzazione:
{\displaystyle \rho ={\frac {1}{\Gamma _{\Delta }}}}
L'utilità dell'ipotesi ergodica è che permette di calcolare semplicemente la densità di probabilità dei microstati. Se così non fosse, sarebbe ignota anch'essa e ci ritroveremmo, come nel caso della media temporale, nell'impossibilità di calcolare gli integrali a causa dell'ignoranza dello stato microscopico del sistema.

## Equilibrio ed ergodicità
Il teorema di Liouville mostra come, per sistemi classici conservativi, la densità locale dei microstati si conserva nell'evoluzione temporale. Di conseguenza, se la densità era costante all'istante iniziale, sarà costante per ogni tempo. Il teorema di Liouville assicura che la media temporale abbia un senso, ma l'ergodicità non segue da esso.
Nei sistemi macroscopici, la scala temporale alla quale il sistema può veramente esplorare tutto lo spazio delle fasi ammesso può essere sufficientemente grande affinché lo stato di equilibrio termodinamico mostri una rottura dell'ergodicità. Un esempio comune è quello della magnetizzazione spontanea in sistemi ferromagnetici, che sotto la temperatura di Curie si magnetizzano anche se per il principio ergodico il sistema dovrebbe esplorare tutti gli stati ammessi energeticamente, la magnetizzazione media dei quali è zero. La violazione di questa forma letterale del principio ergodico è un esempio di rottura spontanea di simmetria. Sistemi disordinati complessi, come i vetri di spin, mostrano forme di rottura dell'ergodicità anche più complicate: in questi sistemi le proprietà dell'equilibrio termodinamico sono difficilmente predicibili da sole argomentazioni di simmetria.